# Lunca (okręg Vaslui)
Lunca – wieś w Rumunii, w okręgu Vaslui, w gminie Gherghești. W 2011 roku liczyła 490 mieszkańców.